# Scopaeoscleratoscopia simplex
Scopaeoscleratoscopia simplex is een rechtvleugelig insect uit de familie Proscopiidae. De wetenschappelijke naam van deze soort is voor het eerst geldig gepubliceerd in 1990 door Jago.